# ミシェル・デボスト
ミシェル・デボスト（Michel Debost, 1934年1月20日 - ）は、フランス出身のフルート奏者。
パリに生まれ、10歳のときジャン・メリの影響でフルートを始める。1年間医学を勉強した後、18歳でパリ音楽院に入学しガストン・クリュネルに師事、1954年（20歳）1等賞で卒業した。この年に勃発したアルジェリア戦争のため2年2か月間兵役についたが、演奏活動に復帰した。
ミュンヘン国際音楽コンクールは1960年第2位（1位パウル・マイゼン、2位（同位）加藤恕彦）、1964年に1位なしの第2位。1961年ジュネーヴ国際音楽コンクール第1位。1962年ローマ国際コンクール第1位。ほかにモスクワ、プラハのコンクールでも第1位を得ている。
1961年にパリ音楽院管弦楽団に第2奏者として入団し、翌年首席奏者となる。同楽団を解散して1967年に設立されたパリ管弦楽団でも首席奏者となった。またパリ音楽院でも10年間教授を務めた。
1964年に初来日。以来、演奏活動や神戸国際フルートコンクールなどの審査員として何度も日本を訪れている。
1989年にパリ管弦楽団を退団し、その後アメリカ合衆国オハイオ州オバーリン音楽大学教授（フルート学部長）を務める。